# Lil Bub
Lil Bub (abreviación de Lillian Bubbles, también conocida como Little Bub en inglés, en español ‘Pequeña Bub’; Bloomington, Indiana, 21 de junio de 2011-1 de diciembre de 2019) fue una gata conocida por su peculiar apariencia. Su dueño, Mike Bridavsky, la adoptó cuando sus amigos lo llamaron para encontrarle un hogar. Sus fotos se publicaron por primera vez en Tumblr en noviembre de 2011, más tarde retiradas tras ser publicadas en Reddit. En Facebook, Lil Bub tiene más de dos millones de me gusta. Es la protagonista de Lil Bub & Friendz, un documental estrenado en el Festival de cine de Tribeca el 18 de abril de 2013, que ganó el Premio al Mejor Largometraje del Festival Online de Tribeca.

## Historia
Lil Bub fue la enana de su camada, nacida de una madre cimarrona. Ella «nació con varias mutaciones genéticas», tuvo que ser alimentada con biberón, siendo adoptada. Cuando Bridavsky la cogió por primera vez, le dijo: «¡Hey, Bub!». Su lengua siempre la tiene fuera debido a su corta mandíbula inferior y a no tener dientes, pero eso no afecta a su apetito.
Lil Bub también sufría un trastorno óseo, osteopetrosis, por lo cual recibía medicación. A finales del 2012, durante el rodaje de Lil Bub & Friendz, tuvo un grave episodio de salud y un especialista de Indianápolis le diagnosticó osteopetrosis. Bridavsky estudió reiki para poder cuidarla. Sus piernas cortas y su osteopetrosis restringían sus movimientos, pero era «una chapoteadora fantástica». Las vibraciones de sus viajes también descomponían los osteoclastos. Fue grabada corriendo en la biblioteca Strand tras su firma de libros.
Un grupo de científicos comenzó una campaña en una web para secuenciar el genoma de Lil Bub. El propósito de este proyecto es entender mejor la apariencia única de Lil Bub (por ejemplo, sus dedos extra). La campaña alcanzó su objetivo de financiación el 25 de mayo de 2015.
Bridavsky vende una variedad de mercancías, como peluches de Lil Bub, tazas de café y bolsos de mano. Dona gran parte de los beneficios a grupos de rescate de animales. Lil Bub lo ayudó a sobrepasar una mala racha y pudo pagar seis meses de alquiler de vuelta en su estudio de grabación. Bridavsky tiene una política de «no acercarse a nadie para nada» y optó por no firmar con el agente de talentos Ben Lashes, entre cuyos clientes figura Grumpy Cat. Su libro Lil Bub's Lil Book: The Extraordinary Life of the Most Amazing Cat on the Planet —en español: Libro “lil” de Lil Bub: La extraordinaria vida del gato más asombroso del planeta— se publicó el 3 de septiembre de 2013. La compañía Urban Outfitters vendió el calendario de 2014 de Lil Bub y otra mercancía exclusiva y Books-A-Million vendió su libro.

## Relaciones públicas
Lil Bub y Bridavsky organizaron «reuniones y saludos» en refugios de animales en Bloomington y alrededor de Estados Unidos, incluyendo la PSPCA en Filadelfia, la Coalición de Recursos de Animales de Brooklyn, y Social Tees en Nueva York, una SPCA en Los Ángeles Sociedad Humana de Oregón en Portland, Oregón. Los refugios reciben donaciones y rebajas en las ventas de mercancías.
Lil Bub posó para una campaña PETA que animaba a la gente a castrar a sus mascotas.
Conoció a Grumpy Cat en el segundo Festival de Cine de Vídeo de Gatos anual. Lil Bub tuvo una firma de libros por su nuevo libro el 5 de septiembre. Lil Bub y su dueño hicieron un «Pregúntame algo» en Reddit el 10 de septiembre. Lil Bub hizo una reunión el 10 de octubre, beneficiando a la Sociedad de Mejores Amigos de los Animales y la Sociedad Humana de Casas Árbol.
Una proyección de Lil Bub & Friendz en la sala de conciertos Metro Chicago recaudó 18 000$ para la Sociedad Humana de Casas Árbol.

## Apariciones en los medios
Lil Bub apareció en Good Morning America en agosto de 2012. Hizo una sesión fotográfica con la revista Bullett Magazine en octubre de 2012, y también destacó en la revista Bloom Magazine en la edición de diciembre de 2012/enero de 2013.
Apareció en Today y en The View en abril de 2013. Apareció en el Gran Show de Comedia en Vivo de YouTube con Jack McBrayer y el reparto de Workaholics. También salió en un episodio de Meme'd en El Colectivo de Animales.
En septiembre de 2014, Lil Bub fue entrevistado por David Yow de The Jesus Lizard para la web The A.V. Club.

## Lil Bub & Friendz
Lil Bub protagoniza la película Lil Bub & Friendz, un documental dirigido por Andy Capper y Juliette Eisner, estrenado en el Festival de cine de Tribeca el 18 de abril de 2013. La película también cuenta con Grumpy Cat, Keyboard Cat y Nyan Cat. Capper y Eisner decidieron hacer un largometraje tras conocer a Lil Bub y ver la cantidad de 10 000 personas en el Festival de cine de vídeo de gatos de Internet en 2012 en Minneapolis. La película ganó el Festival de cine de Tribeca en línea al mejor largometraje.
Lil Bub, Bridavsky, Capper y Eisner asistieron a la proyección pública en el Autocine de Tribeca en la plaza Brookfield Place el 20 de abril. Lil Bub hizo una sesión de fotos de caricias. El codirector del Festival Robert De Niro conoció a Lil Bub en el Almuerzo de los Directores el 23 de abril después de que la codirectora Jane Rosenthal bromeó al The Hollywood Reporter diciendo: «Sigo diciendo que el pequeño Bub tiene que conocer al gran Bob.»

## Lil BUB's Big SHOW
En el segundo cumpleaños de Lil Bub, el 21 de junio de 2013, se anunció que protagonizaría la serie web Lil BUB's Big SHOW con Revision3. Bridavsky seleccionó a Revision3 por su conexión con Discovery Communications y Animal Planet. Tiene el control completo de escritura y arte. El formato de talk show subtitulando a Lil Bub editando el vídeo de sus invitados grabados por separado. Su primera invitada fue Whoopi Goldberg, quien la conoció en The View. El episodio termina con Lil Bub introduciendo a la audiencia el Tabby's Place, un santuario de gatos para felinos con problemas, El episodio se publicó el 3 de septiembre de 2013.[cita requerida]
Su segundo episodio se emitió el 17 de septiembre de 2013 y contó con la cobaya Little Prince. Su tercer episodio contó con Steve Albini y se publicó el 2 de octubre de 2013. Los episodios cuarto, quinto y sexto contaron con Kelley Deal, Sue la dinosaurio y Nordic Thunder, respectivamente, y se publicaron el 17 y 30 de octubre y el 17 de noviembre. El 28 de noviembre de 2013 (el Día de Acción de Gracias), Lil Bub tuvo un especial que contó con Murder by Death, siendo su séptimo episodio. El 11 de diciembre, hizo un episodio con Time Travel.[cita requerida]

## Carrera de grabación
El dueño de Lil Bub, Mike Bridavsky, grabó una colección de pistas de música electrónica con Matt Tobey en el estudio de grabación de su casa. Acreditando el álbum a Lil Bub e incorporando algunas vocalizaciones de este, Bridavsky lanzó el álbum Science & Magic en Joyful Noise Recordings el 4 de diciembre de 2015. Andrew W.K. escribió las notas del álbum, las cuales fueron subtituladas «una banda sonora para el universo».

## Muerte
Lil Bub murió mientras dormía el 1 de diciembre de 2019. Según su dueño, Lil Bub había estado luchando contra una infección ósea en el momento de su muerte.